# 문경훈
문경훈(1973년 8월 18일 ~ )은 대한민국의 희극 배우와 쇼핑호스트다.

## 방송
- TV특종 놀라운세상 (MBC)
- 개그사냥 (KBS)
- 퀴즈천하통일 (EBS)

## 학력
충북대학교 학사